# Polarmöwe

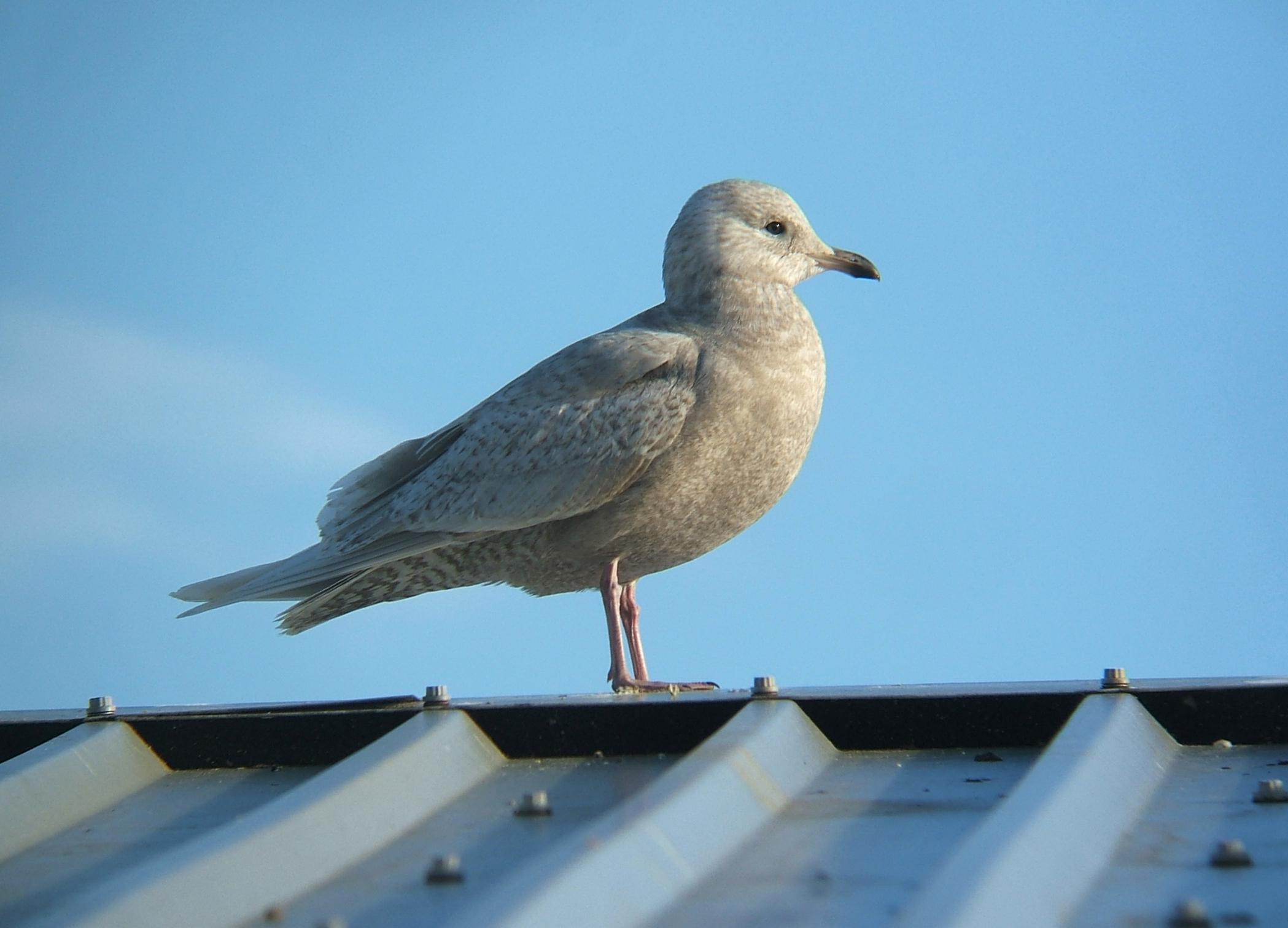
Vogel der Unterart L. g. glaucoides im ersten Winter

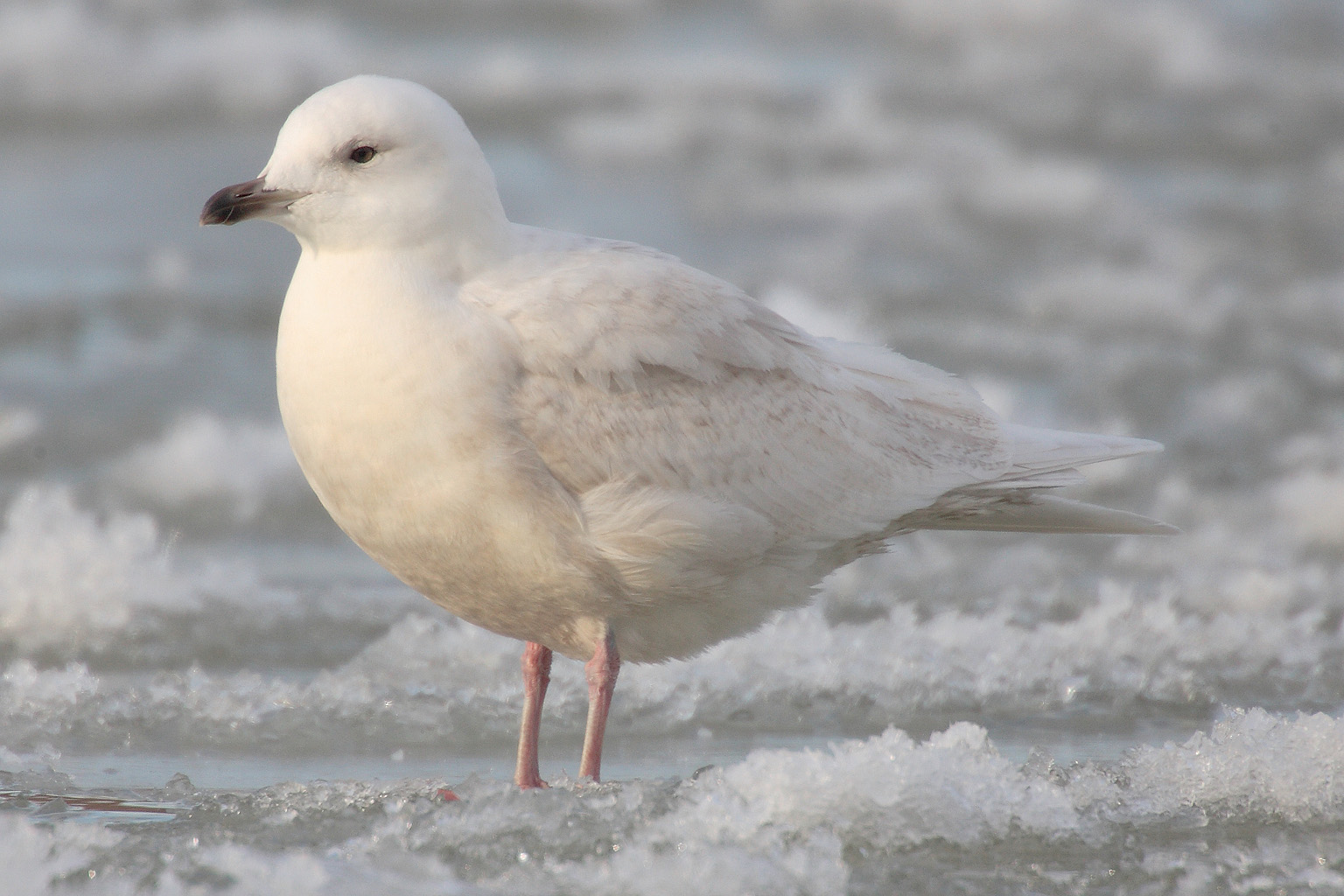
Manche Vögel im ersten Sommer wirken im abgenutzten Gefieder sehr hell. Dunkle Zeichnungen sind kaum noch vorhanden.

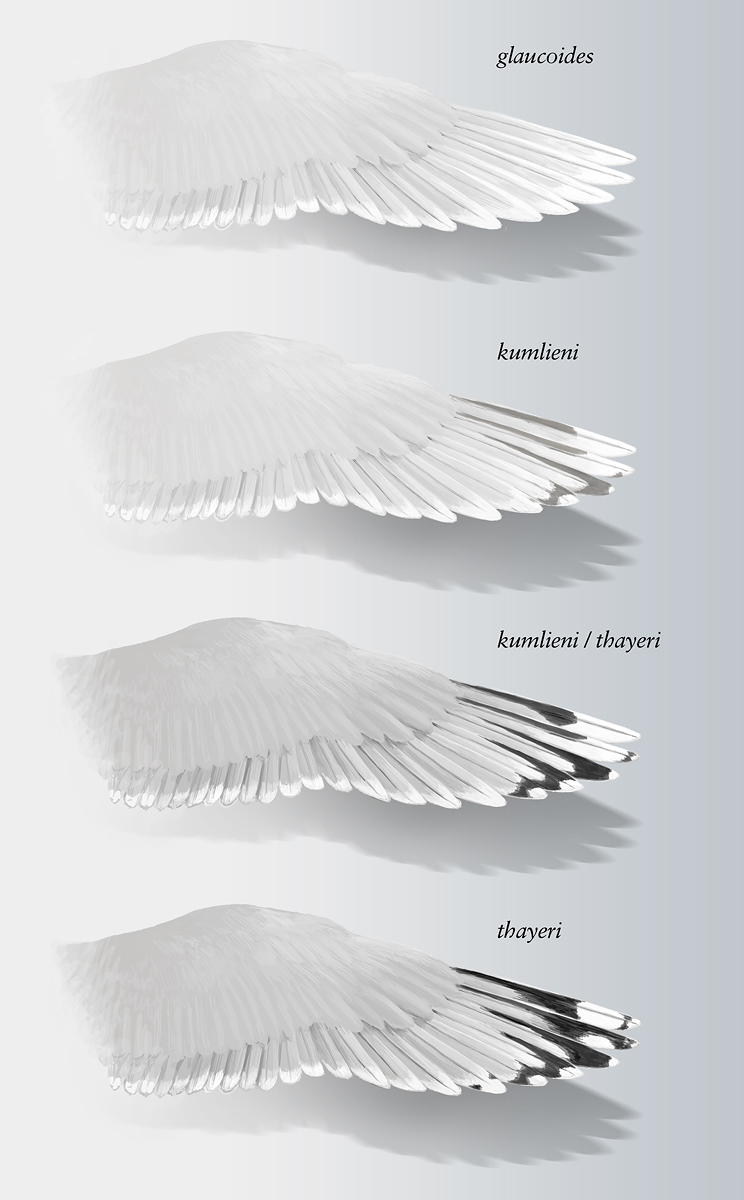
Handflügelmuster adulter Vögel der drei Unterarten glaucoides, kumlieni und Thayermöwe (thayeri) im Vergleich. Das dritte Handflügelmuster von oben zeigt den Überschneidungsbereich zwischen den Unterarten kumlieni und thayeri – teils handelt es sich hier um Hybriden.

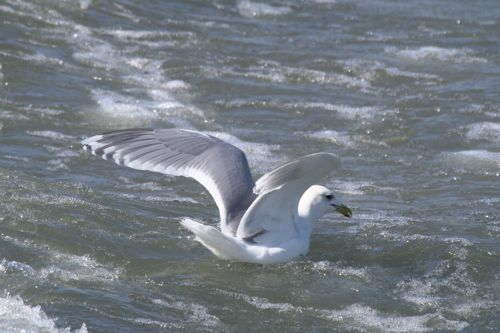
Vogel der Unterart L. g. kumlieni mit sichtbarem Handflügelmuster – hier mit mittelgrauer Färbung.

Die Polarmöwe (Larus glaucoides) ist eine niederarktische, mittelgroße Möwenart aus der Gattung Larus. Sie besiedelt in drei Unterarten die Küsten des südlichen und westlichen Grönlands und des nordöstlichen Kanadas um Baffin Island.
Die Polarmöwe brütet in Steilfelsen an Fjorden und Sunden. Sie ernährt sich hauptsächlich von Fischen, aber auch von Krebstieren, Weichtieren, Aas und anderem. Im Winter ist sie an eisfreien Küsten und Polynjas zu finden. Die grönländischen Populationen überwintern im Bereich des Nordatlantik und insbesondere auf Island, was der Art den englischen Namen Iceland Gull einbrachte, obwohl sie dort nicht brütet. Aber auch Vögel der amerikanischen Unterart gelangen regelmäßig in den europäischen Raum. Deren Hauptüberwinterungsgebiete erstrecken sich von der Hudson Bay über die Küsten der östlichen Provinzen Kanadas.

## Beschreibung
Die Polarmöwe ist mit 52–60 cm Körperlänge und einer Flügelspannweite von 125–145 cm etwas kleiner als eine Silbermöwe und kleiner als die recht ähnliche Eismöwe. Der Körperbau entspricht dem einer typischen Großmöwe; der verhältnismäßig zierliche, runde Kopf erinnert hingegen an den einer Sturmmöwe. Im Flug wirkt die Art elegant mit schlanken Flügeln und relativ langem Handflügel. Im Unterschied zur Eismöwe wirken Kopf und Hals kurz und die Flügel spitzer. Beim sitzenden Vogel ragen die Flügelspitzen recht weit über die Steuerfedern hinaus. Ein typisches, wenn auch nicht zur sicheren Artbestimmung geeignetes Merkmal ist, dass die Flügelspitzen oft nicht gekreuzt, sondern aufeinander gelegt werden.

### Adultkleid
Adulte Vögel der Nominatform haben im Prachtkleid einen gelben Schnabel mit rotem Gonysfleck; nicht selten tendiert die gelbe Färbung etwas ins olivfarbene. Das Auge ist von einem roten Orbitalring umgeben, die Iris ist hell gelblich. Kopf, Hals, Brust, Unterseite, Bürzel und Steuerfedern sind rein weiß. Die Oberseite ist hellgrau. Der Oberflügel zeigt einen weißen Hinterrand. Im Unterschied zu anderen Arten der Gattung Larus fehlt – ebenso wie bei der Eismöwe – eine schwarze Handflügelzeichnung. Die Füße und Beine sind rosa bis gräulich fleischfarben. Im Schlichtkleid sind Schnabel und Orbitalring matter gefärbt. Der Kopf ist – teilweise bis auf die Brust reichend – bräunlich gestrichelt.

### Jugendkleider
Juvenile Polarmöwen sind wie andere Großmöwen überwiegend graubraun gefärbt. Ähnlich jungen Eismöwen sind sie aber insgesamt sehr hell bis hin zu weißlich grau. Die bei anderen juvenilen Großmöwen dunkel gefärbten Schwingen sind weißlich oder mindestens weißlich gesäumt. Das übrige Flügel-, das Rücken- und Schultergefieder zeigen weißliche Federzentren und braungraue Subterminalzeichnungen. Im Unterschied zur Eismöwe ist diese Zeichnung der Oberseite aber weißer und offener. Der Vogel wirkt insgesamt grauer und weniger gelbbraun. Auch ist die Kopfzeichnung kontrastreicher. Eine feine Strichelung verdichtet sich im Bereich des Scheitels und der Ohrdecken, der Nacken zeigt oft eine hellere Färbung. Weißliche „Lider“ fehlen meist. Augen und Schnabel sind dunkel, der Schnabel an der Basis oft etwas aufgehellt. Die Unterschwanzdecken und der Bürzel sind auf weißem Grund bräunlich gebändert. Dem meist fein graubraun gebänderten Schwanz fehlt die Binde. Füße und Beine sind fleischfarben.
Zum ersten Winter hin werden bei manchen Vögeln der Nominatform einige Federn des Mantel- und Schultergefieders vermausert, was aber kaum auffällt. Deutlicher ist dies bei der Unterart L. g. kumlieni, bei der im Jugendkleid der Rücken dunkel geschuppt wirkt, im ersten Winter die Zeichnung aber sehr viel offener ist. Zum Frühjahr hin wirken manche Vögel beider Unterarten durch das abgenutzte Gefieder sehr hell bis hin zu nahezu rein weiß.
Vögel im zweiten Winter ähneln jenen im ersten Winter. Der nun jedoch überwiegend fleischfarbene Schnabel zeigt eine breite, schwarze Subterminalbinde, die Unterseite ist heller und die Zeichnung ist teils etwas unregelmäßiger und heller ausgeprägt. Die Strichelung am Kopf konzentriert sich oft zu einer angedeuteten Maske, aus der das Auge, das sich langsam aufhellt, deutlich hervorsticht. Bei manchen Vögeln deutet sich bereits der graue Rücken des Adultkleids an.
Vögel im dritten Winter ähneln bereits stark adulten Vögeln. Der gelbolive Schnabel zeigt jedoch noch eine schwarze Binde und einige Oberflügeldecken zeigen noch eine bräunliche Musterung.

## Geografische Variation
Es werden drei Unterarten anerkannt – die in Grönland beheimatete Nominatform und die nearktisch verbreitete, nach dem schwedisch-amerikanischen Ornithologen Thure Kumlien (1819–1888) benannte „Kumlienmöwe“ sowie die nach dem Ornithologen John Eliot Thayer benannte Thayermöwe.
- L. g. glaucoides Meyer 1822 – südliches Grönland[8]
- L. g. kumlieni Brewster 1883 – nordöstliches Kanada[9]
- L. g. thayeri W. S. Brooks 1915 – Hudson Bay und westliches Grönland[10]

Während bei der Nominatform ein dunkles Handschwingenmuster komplett fehlt, zeigt die Unterart kumlieni im Hinblick auf dieses Merkmal eine sehr breite Variabilität. Bei sehr hellen Vögeln beschränkt es sich auf ein hellgraues Streifenmuster, das von den dunkel gefärbten Außenfahnen der äußeren vier Handschwingen gebildet wird. Bei den meisten Vögeln jedoch erstreckt es sich über die äußeren vier oder fünf Handschwingen, ist eisgrau bis dunkelgrau und zeigt zusätzlich zu den dunklen Außenfahnen subterminale, dunkle Bänder. Es ähnelt dem der Thayermöwe und es wird vermutet, dass dieser Phänotyp aus einer Hybridisierung mit der letzteren hervorgegangen ist. Gestützt wird dies dadurch, dass es im nordwestlichen Teil der Verbreitung eine Zone gibt, in der sich Thayermöwen mit sehr reduziertem Handflügelmuster oft nicht von L. g. kumlieni mit sehr dunkler Zeichnung unterscheiden lassen (siehe auch Abbildung rechts). Vermutlich handelt es sich zum Teil um Hybriden.
Ein weiteres Unterscheidungsmerkmal der Unterarten ist der Orbitalring um das Auge, der bei grönländischen Vögeln gelb, bei kanadischen rot ist. Die Färbung der Iris ist bei kumlieni wie das Handschwingenmuster variabel. Nach Nordwesten hin nimmt der Anteil von Vögeln mit (wie bei der Thayermöwe) dunkel gefleckter Iris zu.

## Stimme
Die stimmlichen Äußerungen der Polarmöwe ähneln in Repertoire und Qualität stark an die der Silbermöwe und stehen diesen klanglich näher als die Rufe anderer verwandter Großmöwen wie Mittelmeer- oder Heringsmöwe. Oft werden die Lautäußerungen als schriller beschrieben, als die der Silbermöwe, was aber nach Beobachtungen Friedrich Goethes an grönlandischen Brutplätzen hauptsächlich auf das „Jauchzen“ (long call) zutrifft. Dieses ähnelt dem der Amerikanischen Silbermöwe, das durch besonders gellende, hohe Rufe im Mittelteil gekennzeichnet ist. Der Hauptruf der Polarmöwe ist ein recht variables küa, das sich bei Erregung zu einem höheren kia steigert. Den „Staccatoruf“, der bei Gefahr geäußert wird, beschreibt Goethe als gägägäg. Allgemein stellt er fest, dass viele der gereihten Rufe in einem langsameren Tempo als bei der Silbermöwe vorgetragen werden.

## Verbreitung
Die Brutverbreitung der Polarmöwe erstreckt sich im Bereich der Niederarktis in zerstreuten Kolonien über das südliche Grönland und Teile des nordöstlichen Kanadas.
In Grönland ist die Art an der Ostküste nur zerstreut an der Kong Frederik VI Kyst zu finden, häufiger aber von Tasiilaq nordwärts bis zum Fjord Kangersertuaq. An der Westküste reicht die Verbreitung etwa von der Insel Sermersooq im Norden des Distrikts Nanortalik nordwärts bis zur Inselgruppe Issuusassuit Oqquanni Qeqertat (Balgoni Øer) in der Melville-Bucht bei etwa 76° N. Ein Brutvorkommen auf Jan Mayen von 1882/83 wurde seither nicht wieder bestätigt.
Im nordöstlichen Kanada beschränken sich die Vorkommen auf Baffin Island und den äußersten Norden der Hudson Bay. Die nördlichsten Kolonien finden sich in der Home Bay auf Baffin Island und auf der vorgelagerten Insel Broughton Island. Ferner kommt die Art am Cumberland Sound und an der Südküste der Insel bis Kinngait vor. Weiter südlich brütet die Art auf Southampton Island und Coats Island sowie am Digges Sound im äußersten Nordwesten der Ungava-Halbinsel.

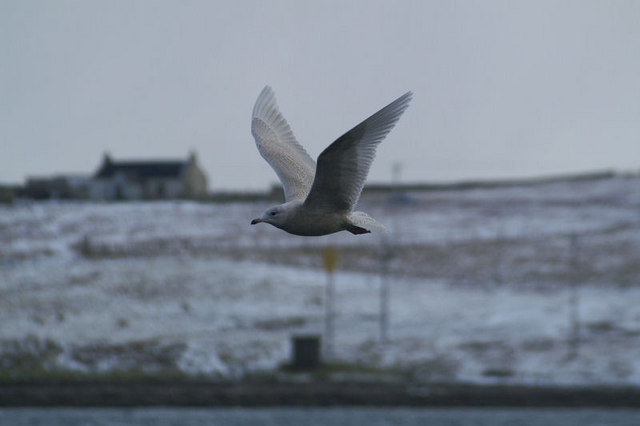
Regelmäßig überwintern Polarmöwen in kleiner Zahl im Norden der Britischen Inseln. Hier ein Vogel im ersten Winter.

## Wanderungen
Die Polarmöwe ist in ihrem südlicheren Verbreitungsgebiet Standvogel, die nördlicheren Populationen sind Kurzstreckenzieher. Junge Vögel legen teils auch weitere Strecken zurück.
Das Gros der Nominatform überwintert im südlichen Grönland. Während die Brutvögel der Westküste nur die Inlandfjorde räumen, ziehen Vögel der Ostküste meist weiter. Sie sind dann häufig im nördlicheren Teil Islands zu finden, wo sich im Winter zwischen 5.000 und 10.000 Vögel aufhalten. Ein kleiner Teil überwintert auch im Norden der Britischen Inseln. Seltener und vor allem bei größeren, klimabedingten Einflügen gelangt die Art auch nach Norwegen, Nord- und Westeuropa.
Die Brutvögel von Baffin Island überwintern im Bereich der Hudson Bay und den maritimen Provinzen Ostkanadas, wo sich am Sankt-Lorenz-Golf und in Neufundland teils Schwärme mit über 9.000 Vögeln bilden. Spärlicher ist die Art auch weiter südwärts bis zu den Großen Seen und bis nach South Carolina als Überwinterer zu finden.
Die Brutkolonien werden ab August geräumt und die Vögel verteilen sich im Verlauf des Herbstes an den umliegenden Küsten oder wandern an den Inlandfjorden entlang um schließlich ebenfalls an die Küste zu gelangen. Bereits Ende September treffen die ersten Wintergäste in Neufundland und auf Island ein. Der Höhepunkt der Wanderungen beginnt jedoch im Oktober und liegt vor allem im November. Höchstzahlen der Winterbestände liegen überall zwischen November und März. Der Heimzug erfolgt zwischen Ende März und Anfang Mai.
Als Irrgast gelangt die Art auch bis an die Westküste Amerikas. In Europa findet sich L. g kumlieni sehr selten aber regelmäßig als Irrgast ein, in Amerika tauchen gelegentlich Vögel der Nominatform auf.

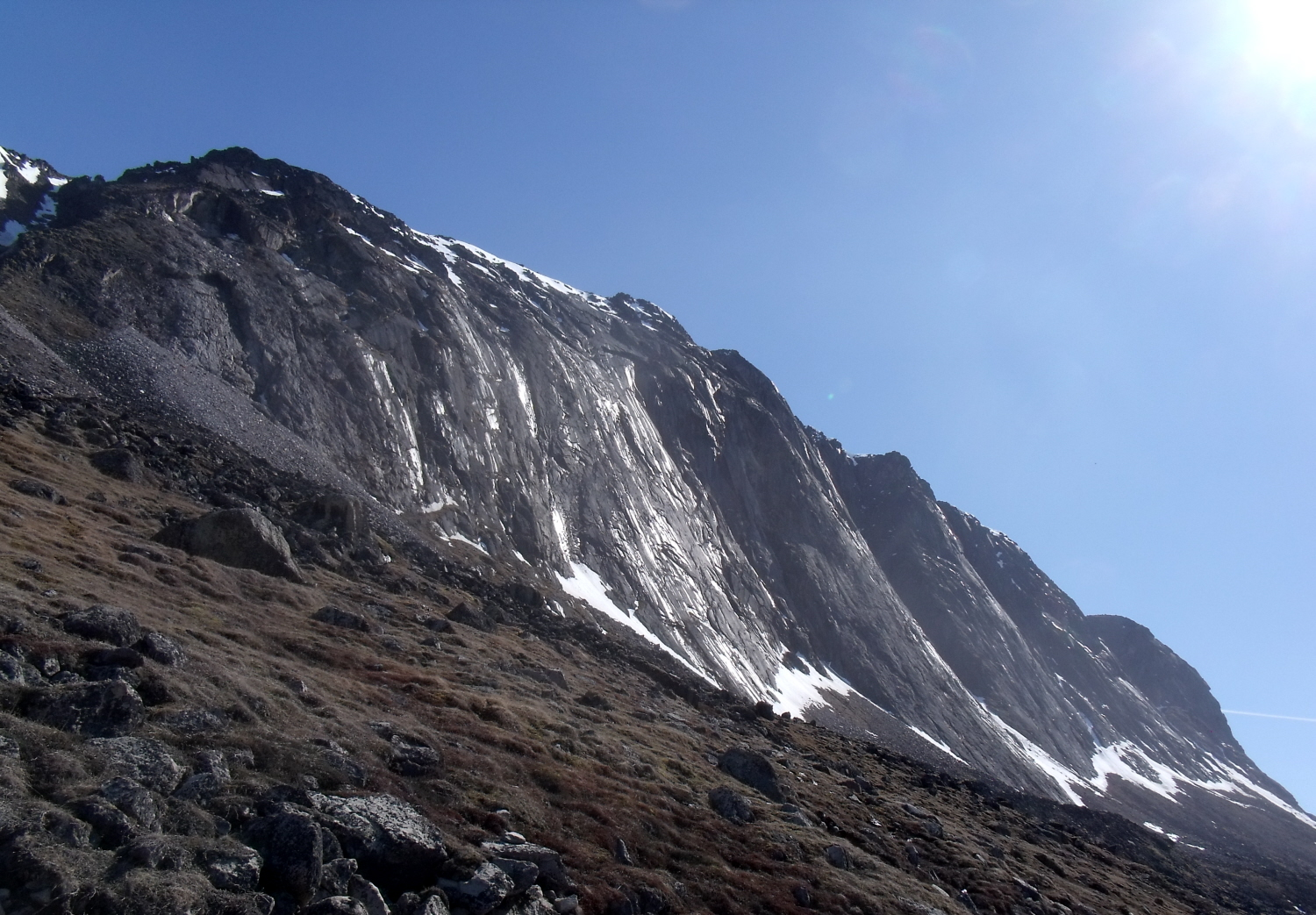
Brutkolonien der Polarmöwe liegen meist in Steilfelsen an der niederarktischen Fjordküste, ähnlich diesem im östlichen Baffin Island

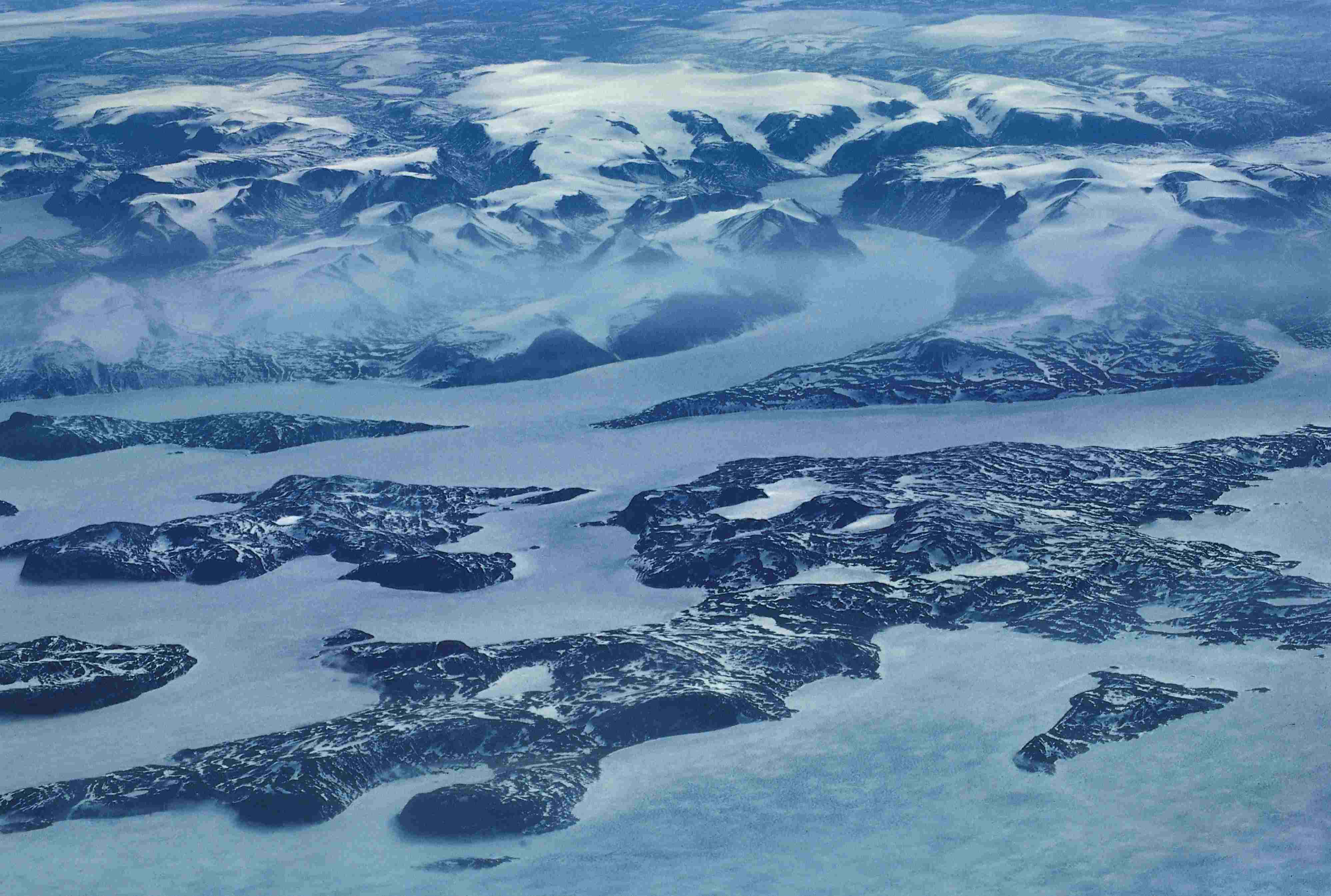
Die Brutplätze werden teils bereits ab Mitte Mai besetzt, wenn die Fjorde noch nicht eisfrei sind. Die Eisdecke bricht meist erst zwischen Mitte Juni und Juli zu Schollen auf.

## Lebensraum
Die Brutkolonien der Polarmöwe liegen meist in Steilfelsen an Fjorden oder Sunden. Seltener sind Brutplätze, die mehrere Kilometer landeinwärts liegen. An sehr abgelegenen Orten, an denen die Art nicht bejagt wird, werden auch niedrige Inseln oder Felszinnen genutzt.
Soeben flügge Jungvögel halten sich an Stränden oder auf Schären in der Nähe der Brutplätze auf. Im Winterquartier ist die Art an eisfreien Küsten und Polynjas zu finden. Im südlichen Teil des Überwinterungsgebiets sucht sie ähnliche Orte auf wie andere Möwen und vergesellschaftet sich mit diesen an Massenüberwinterungsplätzen – unter anderem an Häfen und Müllkippen. Meistens findet man sie im Bereich der Küste, seltener auch an Binnenseen.

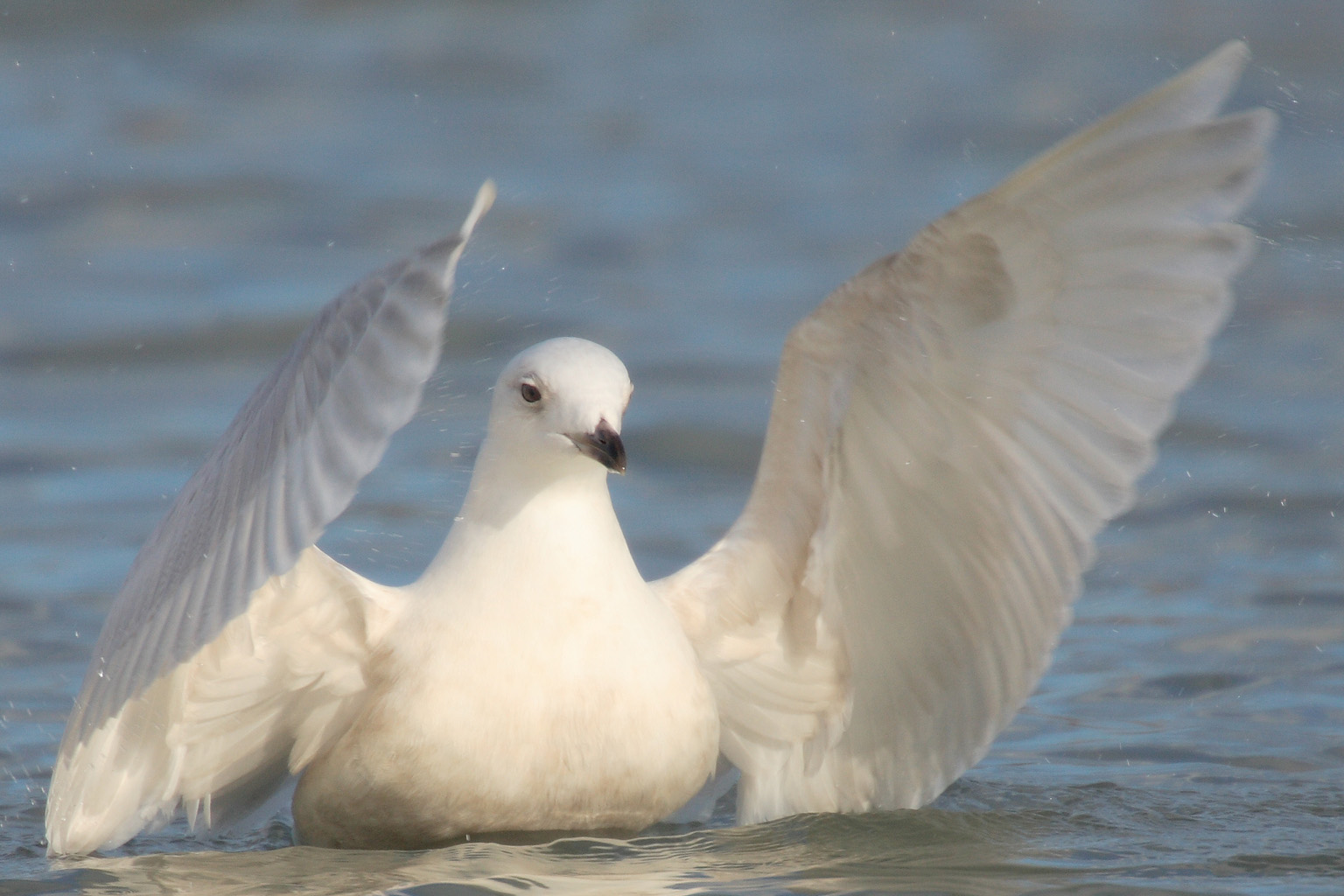
Häufig erbeutet die Polarmöwe ihre Nahrung in Fangflügen von der Wasseroberfläche, wobei sie oft kurz aufsetzt, selten aber ganz untertaucht.

## Ernährung
Wie viele andere Möwen ernährt sich die Polarmöwe opportunistisch und omnivor. Den größten Anteil der Nahrung stellen jedoch Fische wie Lodde und Kerzenfisch, die sich im Sommer in großen Schwärmen kurz unter der Wasseroberfläche aufhalten. In seeschwalbenartiger Manier werden sie stoßtauchend aus dem Wasser gegriffen, wobei die Möwe aber fast nie ganz untertaucht. Oft setzt sie auch kurz auf dem Wasser auf. Häufiger als andere Möwenarten kann man die Polarmöwe im niedrigen Suchflug über der Wasseroberfläche beobachten. Typisch ist, dass die Beute meist im Flug verschlungen wird.
Ergänzend zum Fisch werden bei Ebbe in der Gezeitenzone lebende Wirbellose wie Entenmuscheln, Miesmuscheln oder Seeringelwürmer gesammelt. Auch Eier und Jungvögel anderer Felsenbrüter wie Dreizehenmöwe oder Dickschnabellumme zählen zur Nahrung – ebenso wie angespülte tote Fische, andere Kadaver und Krähenbeeren.
Auch in den Winterquartieren kann Fisch einen bedeutenden Anteil der Nahrung stellen. Hier ist die Art manchmal auch auf offener See im Gefolge von Fischkuttern zu finden. Seltener als andere Großmöwen findet man sie an Häfen oder an Mülldeponien, eher sammelt sie kleinere Teile von Abfall von der Wasseroberfläche auf. Kleptoparasitismus kommt selten vor.

## Fortpflanzung

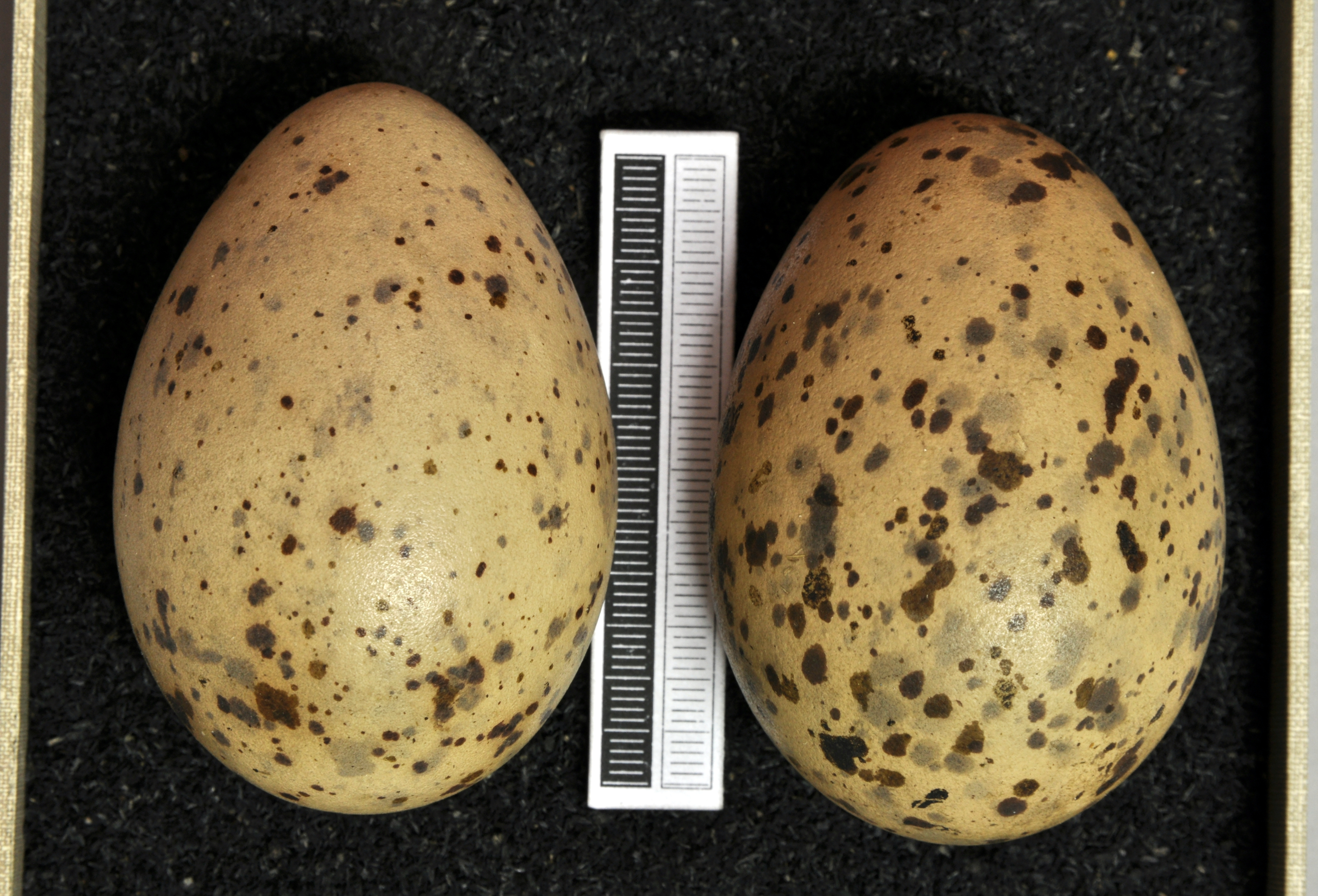
Gelege, Sammlung Museum Wiesbaden

Die Polarmöwe brütet in kleinen Kolonien in küstennahen Steilfelsen, die bereits besetzt werden, wenn die Eisdecke der Fjorde noch geschlossen ist und oft noch Schnee auf den Felsabsätzen und Simsen liegt. In Grönland ist dies zwischen Ende April und Mitte Mai, auf Baffin Island teils erst zwischen Ende Mai und Anfang Juli der Fall. Die Paarbildung findet meist bereits vorher in den Winterquartieren an der eisfreien Küste statt.
Die Nistplätze in den Steilwänden liegen natürlicherweise meist unter 100 m über dem Meeresspiegel. Wo die Art vom Menschen bejagt wird, werden aber höher liegende Plätze zwischen 100 und 300 m, seltener auch in bis zu 800 m Höhe gewählt. Plätze, die von Bodenfeinden wie dem Polarfuchs erreicht werden können, werden meist schnell aufgegeben. In Mischkolonien liegen die Nester immer höher als die der Dreizehenmöwen, meist aber unter denen der Eismöwe, die mit einigem Abstand zu den anderen Klippenbrütern die höchstgelegenen Plätze besetzt.
Oft sind die Brutplätze und deren nähere Umgebung von auffällig orangegelben, xerophilen Flechtenarten (Gattung Caloplaca und verwandte Arten wie die Zierliche Gelbflechte) bewachsen und daher weithin sichtbar, meist aber nicht in dem Maße wie bei der Eismöwe.
Die Nester können auf schmalen Felsbändern, Simsen und Nischen stehen. Im Unterschied zu größeren Möwenarten braucht die Polarmöwe mit mindestens 0,2 m² nur wenig Raum. In bewachsenen, felsdurchsetzten Steilhängen bildet sie oft artreine Subkolonien.
Das Nest ist ein manchmal recht unförmiger Haufen aus Pflanzenmaterialien wie Gräsern, Zweigen der Krähenbeere, krautigen Pflanzen, Torf- und anderen Moosen. Die Nistmulde wird manchmal dürftig mit feinen Halmen und Federn ausgekleidet.
Die Eiablage erfolgt in Grönland zwischen Mitte Mai und Mitte Juni, bei Kinngait im Verlauf des Juni. Das Gelege besteht fast immer aus zwei oder drei Eiern, die auf hellbraunem bis steingrauem Grund mäßig stark dunkelbraun gefleckt und etwa 69 × 48 mm groß sind. Sie werden etwa 24–26 Tage bebrütet.
Die Jungen schlüpfen im westlichen Grönland etwa ab Mitte Juni und fliegen zwischen dem 20. Juli und dem 10. August aus. Nach dem Ausfliegen halten sich die Jungen an Schären oder Stränden in der Nähe der Brutkolonie auf und werden noch einige Zeit von den Eltern begleitet.

## Systematik
Die Systematik der Polarmöwe wurde schon immer kontrovers diskutiert und war anfänglich von Verwechselungen mit der Eismöwe geprägt. Lange wurde die Art als Larus leucopterus Faber 1822 geführt, bis man feststellte, dass Larus leucopterus Vieillot 1820 als ältere Erstbeschreibung Priorität hat. Jonathan Dwight betrachtete die Art unter diesem Namen als kleinere, aber eigenständige Form von Larus hyperboreus. Als sich herausstellte, dass das von Louis Pierre Vieillot beschriebene Typusexemplar eine Eismöwe gewesen war, wurde das Taxon für ungültig erklärt und die Beschreibung Bernhard Meyers eines heute nicht mehr erhaltenen, überwinternden Exemplars aus Island von 1822 als valide herangezogen.
Noch in der Mitte des 20. Jahrhunderts erkannten viele Autoren wie Boris Stegmann, Erwin Stresemann oder Niko Tinbergen den Artstatus dieser Form nicht an, sondern betrachteten sie als eine besonders helle Unterart der Silbermöwe. Genetische Befunde ergaben aber um die Jahrtausendwende, dass die Polarmöwe mit der Silbermöwe nicht sehr nah verwandt ist, sondern einer Klade zuzuordnen ist, die sich aus einem der Heringsmöwe nahestehenden Vorfahren entwickelte und sich über den sibirischen Raum und die Beringstraße hinweg nach Nordamerika ausgebreitet hat. Näher verwandt ist die Polarmöwe also offenbar mit der Ostsibirienmöwe (Larus vegae), der Amerikanischen Silbermöwe und der Beringmöwe. Unklarheit herrscht über eine enge Verwandtschaft mit der phänotypisch ähnlichen Eismöwe. Diese zeigt genetisch sowohl Haplotypen aus dem argentatus-Komplex, der seinen Ursprung im atlantischen Raum hat, als auch solche aus der sibirischen Abstammungslinie. Ob die Ähnlichkeit verwandtschaftlich bedingt ist, oder auf einer konvergenten Entwicklung beruht, ist also offen.
Gegenstand vieler Diskussionen und ein bislang ungeklärtes Problem ist das verwandtschaftliche Verhältnis der drei Taxa glaucoides, kumlieni und thayeri zueinander. Derzeit anerkannter Stand ist, dass die Thayermöwe – der Amerikanischen Silbermöwe teils sehr ähnlich – ebenso wie glaucoides und kumlieni Unterarten der Polarmöwe darstellen. Die hohe Variabilität von kumlieni, die praktisch eine von glaucoides zu thayeri hinleitende, instabile Übergangsform darstellt, sowie die – ebenfalls teils kontrovers diskutierten – Kontakt- und Hybridisierungszonen zwischen den Taxa werden von verschiedenen Autoren unterschiedlich interpretiert. Während einige für eine Zusammenführung der drei Formen zu einer Art plädieren, argumentieren andere, dass dieser Art dann praktisch kein eindeutig identifizierbarer Phänotyp zugeordnet wäre und man zudem andere Arten mit ähnlich nahen Verwandtschaftsverhältnissen ebenfalls zusammenfassen müsste. Einer endgültigen Klärung dieser Frage steht entgegen, dass die Herkunft vieler als Überwinterer gesammelter Museumsbälge nicht genau geklärt ist und detailliertere genetische Untersuchungen fehlen.

## Bestand und Gefährdung
Zuverlässige Daten zum Gesamtbestand fehlen. Die groben Schätzungen schwanken zwischen 10.000–100.000 Brutpaaren und 190.000–400.000 adulten Vögeln. Dabei entfallen nach ersterer Schätzung mehr als 80.000 Paare auf den grönländischen, etwa 10.000 auf den kanadischen Bestand. Über Trends ist nichts bekannt. Die Art wird von der IUCN als Least Concern (nicht gefährdet) eingestuft.
In der zweiten Hälfte des 19. Jahrhunderts wurde die Art kommerziell wegen ihrer Federn bejagt. Vor allem in Grönland wird sie auch heute noch von Inuit geschossen, um Fleisch und Federn zu verwerten. Nach Ringfunden in Westgrönland fielen 23 % der diesjährigen Jungvögel Jägern zum Opfer, bei 94 % aller Ringfunde handelte es sich um Abschüsse. Weitere Gefährdungen sind Umweltgifte in den Brutgebieten und Ölverschmutzungen in den Winterquartieren.